# Kanton Betz
Der Kanton Betz war bis 2015 ein französischer Kanton im Arrondissement Senlis, im Département Oise und in der Region Picardie; sein Hauptort war Betz. Von 2001 bis 2015 war zuletzt Philippe Boulland Vertreter im Generalrat des Departements.
Der Kanton Betz war 214,58 km² groß und hatte 11.481 Einwohner (Stand: 2012), was einer Bevölkerungsdichte von rund 54 Einwohnern pro km² entsprach. Er lag im Mittel 111 Meter über Normalnull, zwischen 55 Metern in Neufchelles und 158 Metern in Gondreville.

## Gemeinden
Der Kanton bestand aus 25 Gemeinden:
| Gemeinde                 | Einwohner Jahr | Fläche km² | Bevölkerungsdichte | Code INSEE | Postleitzahl |
| ------------------------ | -------------- | ---------- | ------------------ | ---------- | ------------ |
| Acy-en-Multien           | 830 (2013)     | –          | – Einw./km²        | 60005      | 60620        |
| Antilly                  | 302 (2013)     | –          | – Einw./km²        | 60020      | 60620        |
| Autheuil-en-Valois       | 280 (2013)     | –          | – Einw./km²        | 60031      | 60890        |
| Bargny                   | 312 (2013)     | –          | – Einw./km²        | 60046      | 60620        |
| Betz                     | 1.112 (2013)   | –          | – Einw./km²        | 60069      | 60620        |
| Bouillancy               | 371 (2013)     | –          | – Einw./km²        | 60091      | 60620        |
| Boullarre                | 226 (2013)     | –          | – Einw./km²        | 60092      | 60620        |
| Boursonne                | 296 (2013)     | –          | – Einw./km²        | 60094      | 60141        |
| Brégy                    | 587 (2013)     | –          | – Einw./km²        | 60101      | 60440        |
| Cuvergnon                | 304 (2013)     | –          | – Einw./km²        | 60190      | 60620        |
| Étavigny                 | 148 (2013)     | –          | – Einw./km²        | 60224      | 60620        |
| Gondreville              | 217 (2013)     | –          | – Einw./km²        | 60279      | 60117        |
| Ivors                    | 244 (2013)     | –          | – Einw./km²        | 60320      | 60141        |
| Lévignen                 | 922 (2013)     | –          | – Einw./km²        | 60358      | 60800        |
| Mareuil-sur-Ourcq        | 1.585 (2013)   | –          | – Einw./km²        | 60380      | 60890        |
| Marolles                 | 673 (2013)     | –          | – Einw./km²        | 60385      | 60890        |
| Neufchelles              | 367 (2013)     | –          | – Einw./km²        | 60448      | 60890        |
| Ormoy-le-Davien          | 346 (2013)     | –          | – Einw./km²        | 60478      | 60620        |
| Réez-Fosse-Martin        | 161 (2013)     | –          | – Einw./km²        | 60527      | 60620        |
| Rosoy-en-Multien         | 478 (2013)     | –          | – Einw./km²        | 60548      | 60620        |
| Rouvres-en-Multien       | 466 (2013)     | –          | – Einw./km²        | 60554      | 60620        |
| Thury-en-Valois          | 478 (2013)     | –          | – Einw./km²        | 60637      | 60890        |
| Varinfroy                | 247 (2013)     | –          | – Einw./km²        | 60656      | 60890        |
| La Villeneuve-sous-Thury | 172 (2013)     | –          | – Einw./km²        | 60679      | 60890        |
| Villers-Saint-Genest     | 386 (2013)     | –          | – Einw./km²        | 60683      | 60620        |